# Bermudski dolar
Bermudski dolar, ISO 4217: BMD je službeno sredstvo plaćanja na Bermudama. Označava se simbolom BD$, a dijeli se na 100 centi. Vezan je uz američki dolar.
Bermudski dolar uveden je 1970. godine, kada je zamijenio bermudsku funtu, i to u omjeru 1 dolar za 8 šilinga i 4 penija (100 penija). Kovanice i novčanice izdaje "Bermuda Monetary Authority", i to: kovanice od 1, 5, 10, 25 i 50 centi, te 1 dolara i novčanice od 2, 5, 10, 20, 50 i 100 dolara.

## Vanjske poveznice
- Bermuda Monetary Authority